# Acácio Lino
Acácio Lino de Magalhães (* 25. Februar 1878 in S. Salvador de Travanca, Amarante; † 18. April 1956 in Porto) war ein portugiesischer Maler.

## Werdegang
Er war Schüler von Marques de Oliveira an der Akademie der Schönen Künste in Porto. Studienreisen führten ihn nach Frankreich, Italien und in die Schweiz. Nach dem Tod des Bildhauers Teixeira Lopes übernahm er dessen Professur an der Akademie in Porto.
Sein Frühwerk widmete er überwiegend der Landschaftsmalerei. Später wandte er sich der Darstellung historischer Themen zu.
Für den Sala do Império im Palácio de São Bento in Lissabon entstanden zwischen 1921 und 1923 drei Gemälde. Weitere Werke befinden sich im Museu Nacional de Arte Contemporânea von Lissabon, im Museu Nacional de Soares dos Reis in Porto, im Museu Grão Vasco in Viseu und im Museu de José Malhoa in Caldas da Rainha.